# Floreana
Floreana er en dansk animationsfilm fra 2018 instrueret af Lou Morton.

## Handling
På en fjern tropeø engang i fremtiden træner indbyggerne til en vigtig mission. Papegøjer flyver i formation over junglen. De er på forkant; de slår gnister. Træd lidt nærmere og se ind i maskinrummet. Der er meget at opdage i laboratorierne, og de væsner, der beboer dem, er værd at møde.